# 山下桃
山下 桃（やました もも、1989年5月4日 - ）は、さんいん中央テレビのアナウンサー。鳥取県鳥取市出身。

## 人物
鳥取大学附属中学校、鳥取県立鳥取西高等学校、早稲田大学文化構想学部（文芸ジャーナリズム論系）卒業。
鳥取西高校時代はチアリーディング部で野球応援をしていた。
早稲田大学時代はバンドサークルに所属していた。フジテレビの宮澤智アナウンサーとは同級生にあたる。
2012年、山陰中央テレビに入社。同期に福田浩大アナウンサーがいた。
2019年6月より産休に入っていたが、2020年7月に復職。

## 現在の担当番組
- なるほど!吉田くんのしまねゼミ
- TSK Live News イット! 〈2020年7月 ～〉
- Live News days

## 過去の担当番組
- ヤッホー!SPECIAL 宮根誠司のNEXT SAN-IN（2016年9月3日）
- プライムニュースさんいん
- プライムニュースデイズ